# Antonio González Velázquez
Antonio González Velázquez (n. 2 iulie 1723, Madrid, Madrid⁠(d), Spania – d. 18 ianuarie 1793, Madrid, Madrid⁠(d), Spania) a fost un pictor spaniol din perioadă barocă târzie.

## Biografie
Velázquez s-a născut la Madrid într-o familie de artiști; tatăl său Pablo González Velázquez⁠(d) și frații Alejandro⁠(d) și Luis⁠(d) erau toți pictori. A primit o bursă pentru a călători la Roma în 1747 de la Real Academia de Bellas Artes din San Fernando, unde a studiat cu Corrado Giaquinto⁠(d). În anul următor a realizat frescele în biserica Santa Trinita degli Spagnoli.
În 1752 s-a întors în Spania și, un an mai târziu, a ajutat la pictarea pereților bisericii Mănăstirii Întrupării din Madrid și a cupolei capelei Basilica del Pilar de Zaragoza. Reputația sa a crescut până la punctul de a fi numit pictor de curte în 1757, an în care a participat la decorarea Palatului Regal din Madrid cu pictură alegorică pe tavanul anticamerei reginei. Nu după mult timp, în 1765, Velázquez a fost promovat în funcția de director al Academiei din San Fernando din Ciudad de Mexico.
A lucrat tot restul vieții împreună cu Francisco Bayeu y Subías⁠(d) și de alți pictori la realizarea de cutii de cartoane pentru Fabrica Regală de Tapiserie, sub conducerea lui Anton Raphael Mengs. Fiul său, Zacarías González Velázquez, a devenit și el pictor.